# Saint-Galmierkerk

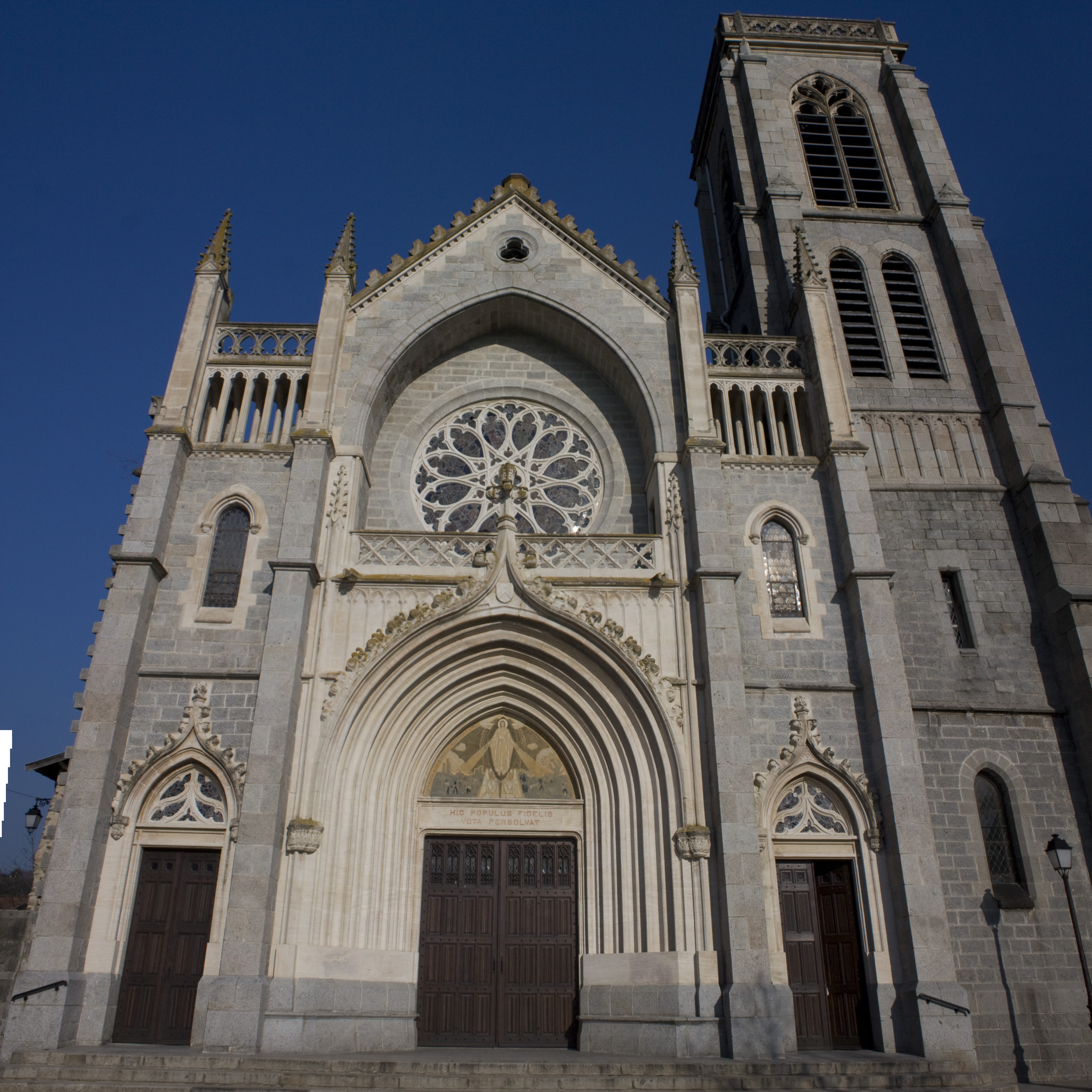
De neogotische gevel van de Saint-Galmierkerk

De Saint-Galmierkerk (Frans: église Saint-Galmier) is een katholieke parochiekerk in de Franse gemeente Saint-Galmier (Loire). De kerk is grotendeels vijftiende-eeuws en delen van de laatgotische kerk zijn beschermd als monument historique. De kerk bevat enkele bijzondere kunstwerken.

## Geschiedenis
De kerk werd gebouwd tussen 1420 en 1471. Deze laatgotische kerk verving een oudere kerk die ontstaan was als kapel van het kasteel van de graven van Forez. De nieuwe kerk kwam niet helemaal op de plaats van de oude kerk maar deels op de plaats van het kasteel. De donjon van het kasteel werd de kerktoren van de nieuwe Saint-Galmierkerk. Zoals de oude kerk is de nieuwe gewijd aan de heilige Waldomar, een zevende-eeuwse lokale heilige die ook zijn naam gaf aan de stad.
In de tweede helft van de negentiende eeuw kreeg de kerk nieuwe glasramen in het koor, de twee kapellen in de abside en het roosvenster in de gevel. In 1899 werden de toren, de vroegere donjon, en de gevel van de kerk afgebroken. In de plaats kwamen een neogotische gevel en klokkentoren. Van een tweede klokkentoren op het ontwerp van architect Rey, werd enkel de basis gebouwd. Vanaf 1994 werden de geschilderde versieringen van pilaren en kapitelen, waarvan een deel nog origineel vijftiende-eeuws is, gerestaureerd.

## Beschrijving
De kerk staat op de Place Camille Passot in Saint-Galmier. Het schip is basilicaal met een lichtbeuk op achthoekige pilaren en lagere zijkapellen. De neogotische hoofdgevel en toren zijn gebouwd in 1902 in lokaal gewonnen graniet. De toren is 37 meter hoog en zijn trap telt 156 treden. De westelijke gevel is vijftiende-eeuws en laatgotisch. De glasramen zijn uit de tweede helft van de negentiende eeuw en zijn van Alexandre Mauvernay, een meester-glazenier die zijn atelier had in de stad. 

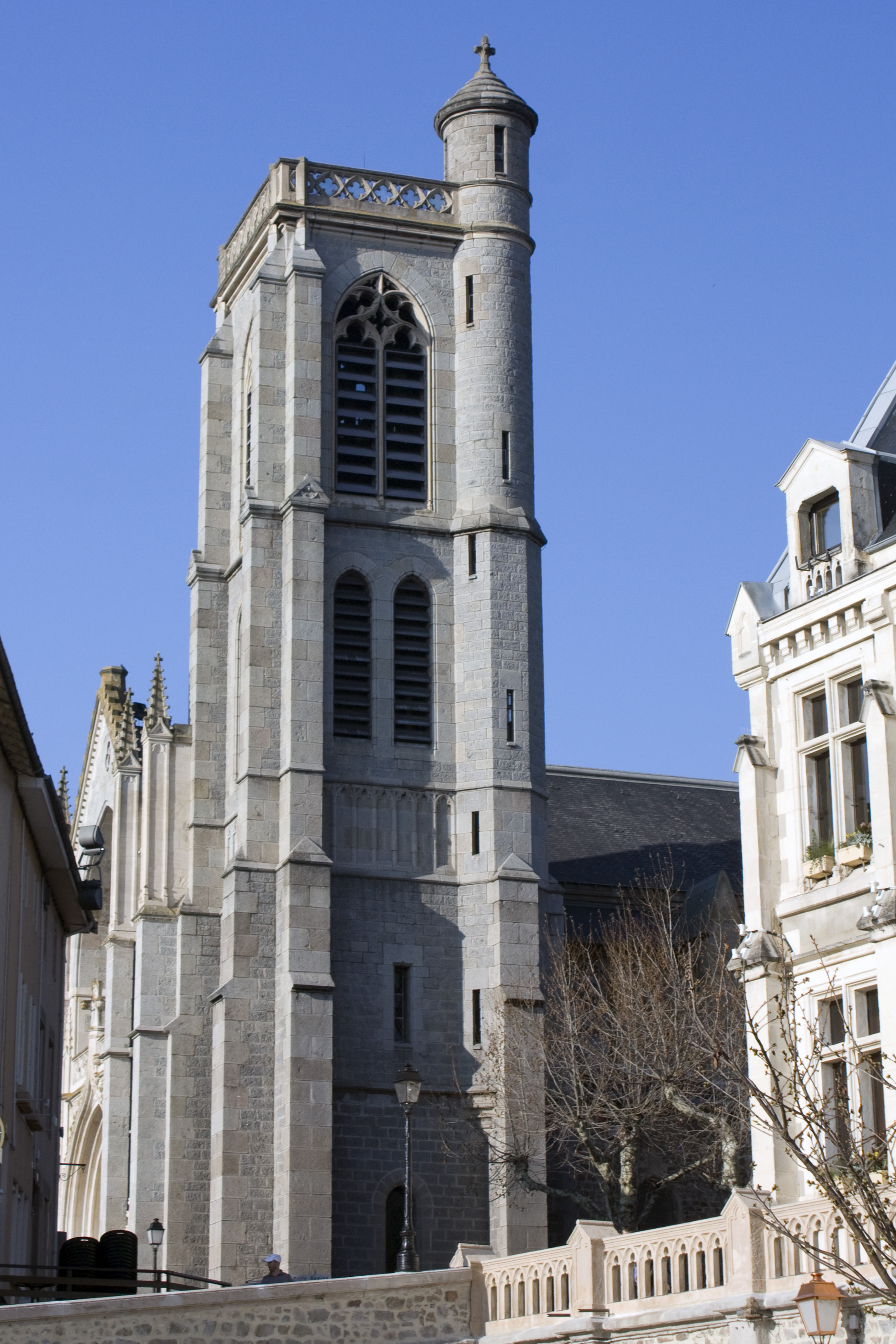
Toren
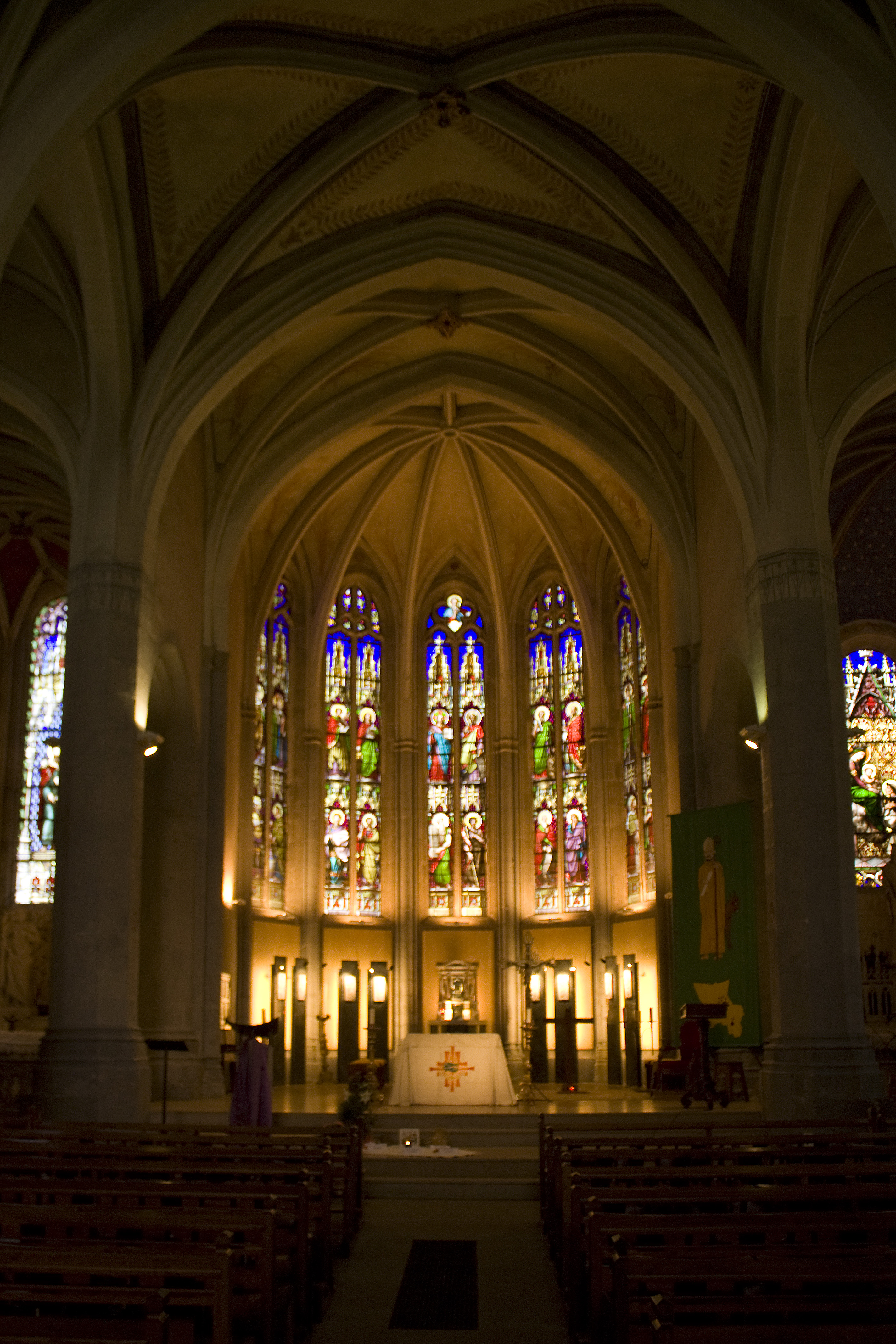
Abside met glasramen
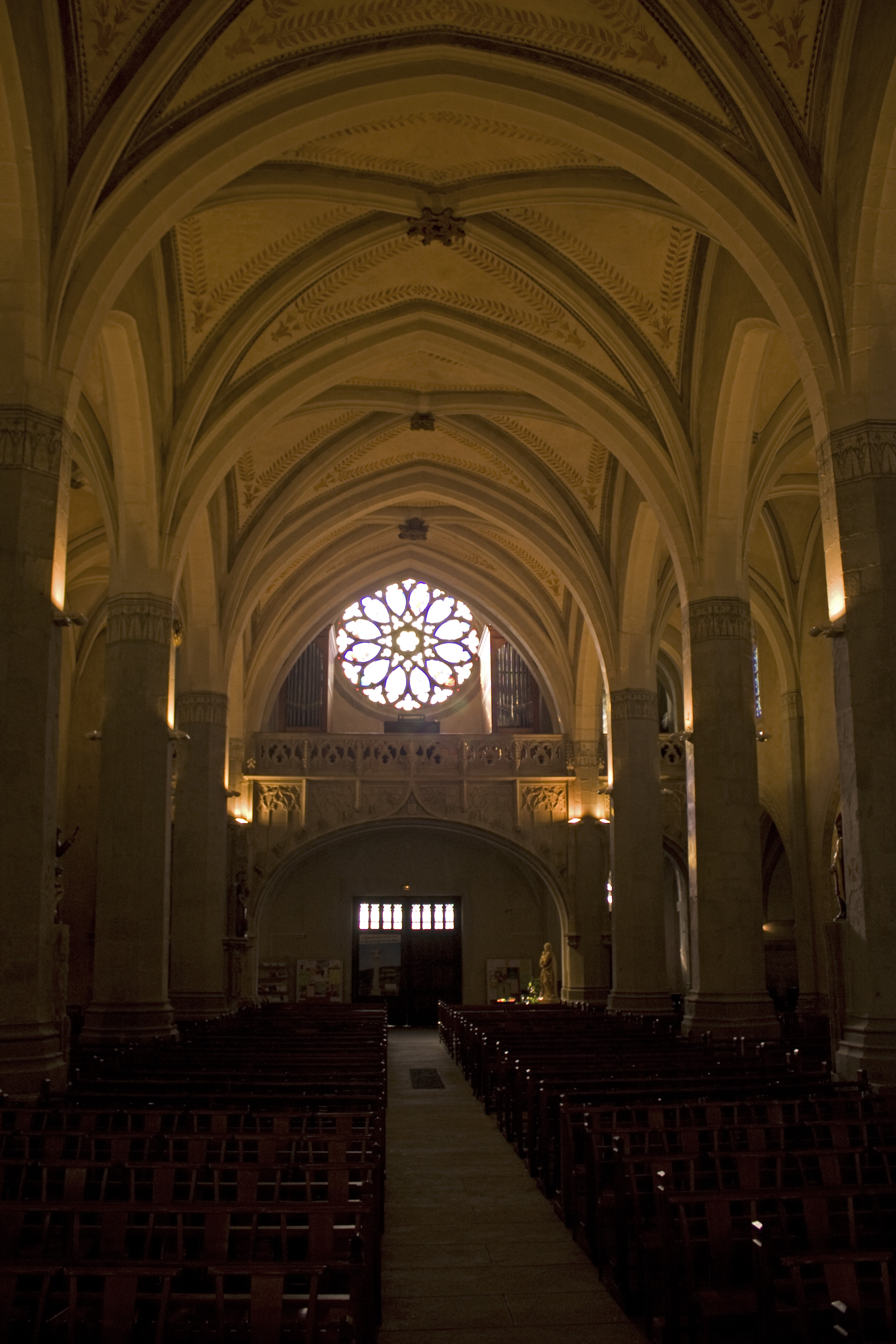
Schip
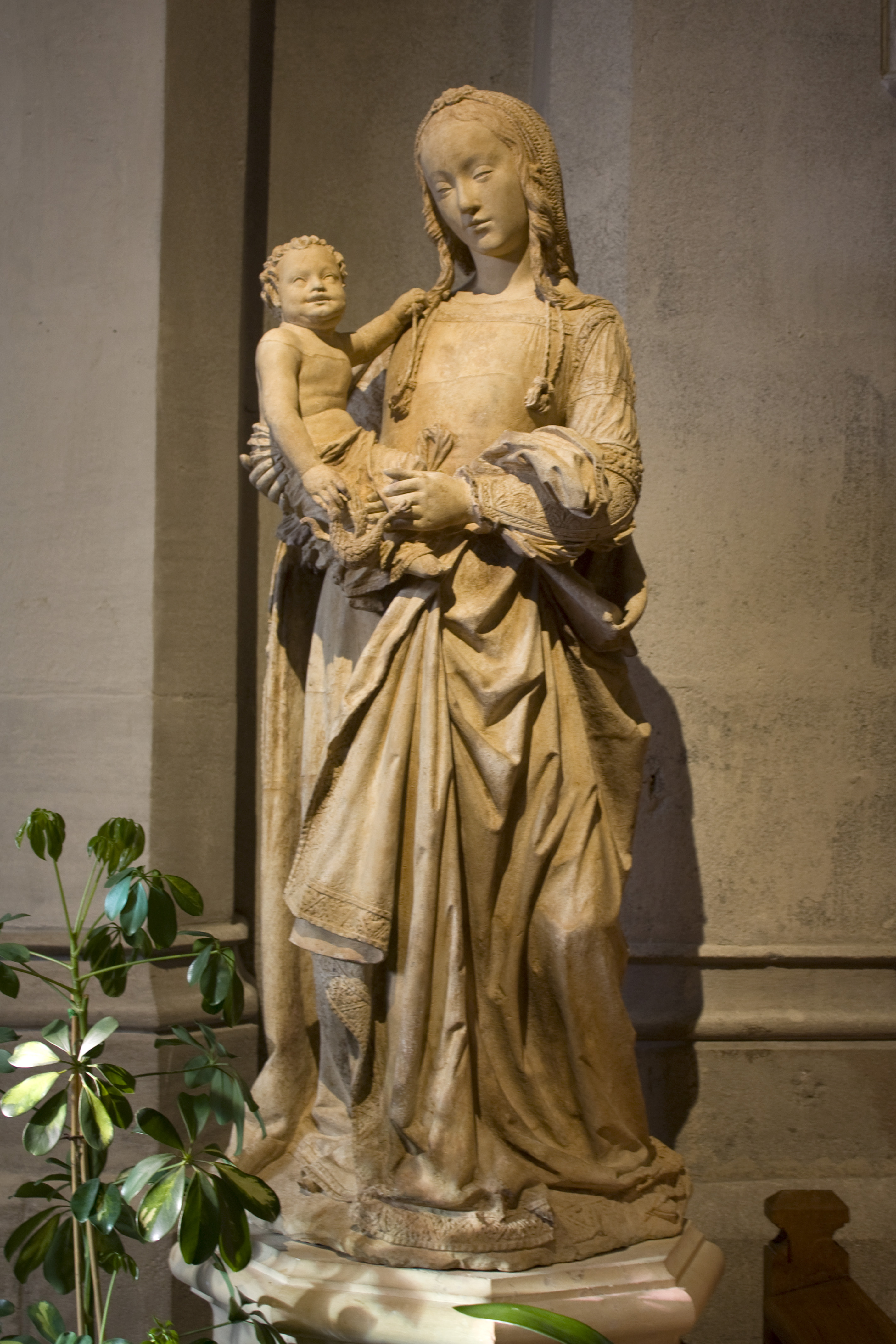
Vièrge au Pilier
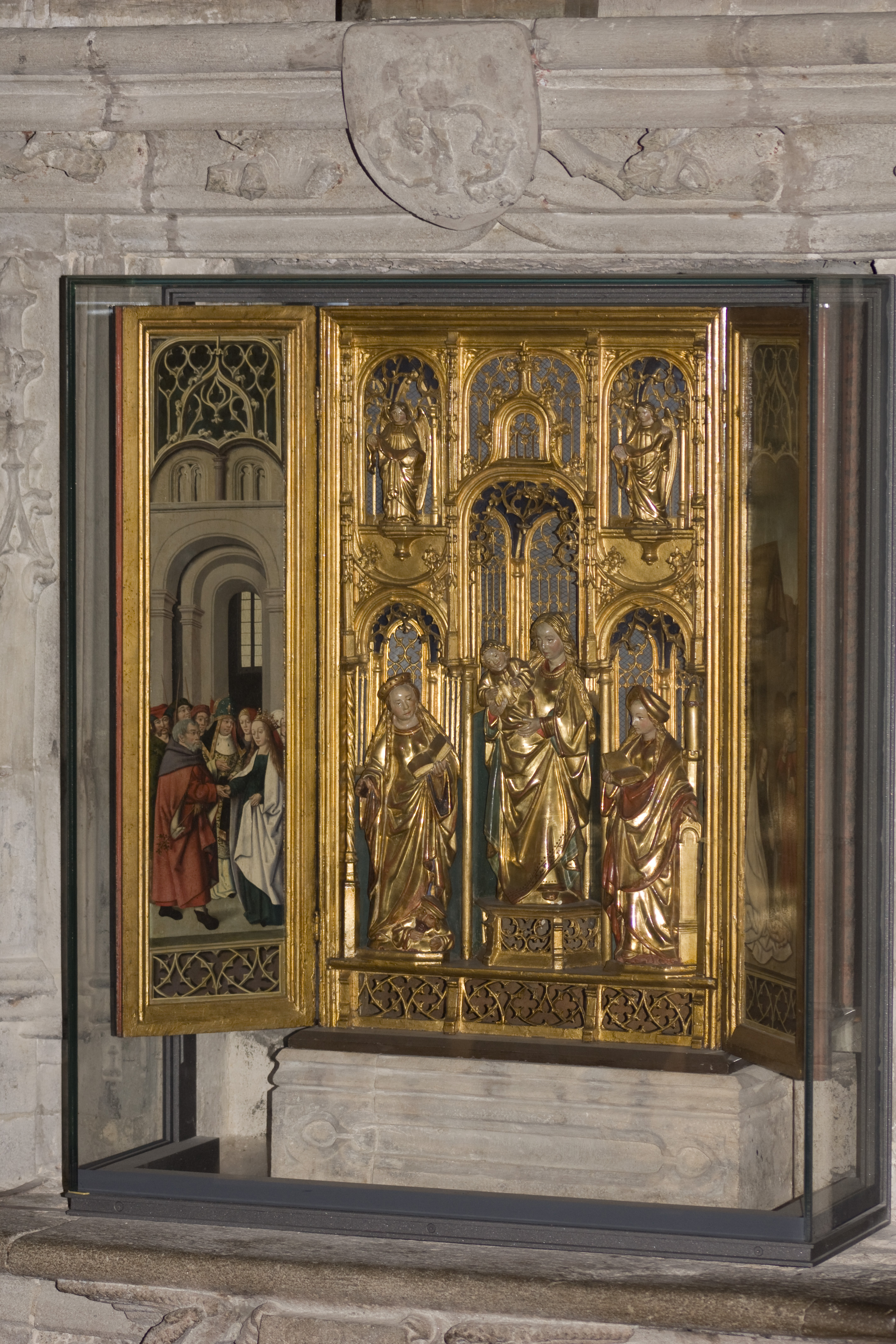
Retabel

### Vièrge au Pilier
Links van de ingang staat een vroeg zestiende-eeuws standbeeld van Maria met Kind, toegeschreven aan Michel Colombe. Het kalkstenen beeld was oorspronkelijk polychroom. Het beeld overleefde de Franse Revolutie doordat het werd verborgen door een plaatselijke familie. In 1840 werd het beeld tegen de pilaar aan de ingang geplaatst en kreeg deze Notre Dame de Grâce in de volksmond de naam Vièrge au Pilier ("Maagd aan de pilaar").

### Retabel
In de kerk bevindt zich een vroeg zestiende-eeuws retabel. Het centrale luik is gebeeldhouwd en is drieledig. In het centrale deel bevindt zich een Maria met Kind. Rechts van haar is een beeld van de heilige Barbara en links van de heilige Catharina. Boven de bogen die de twee heiligen omsluiten zijn twee beelden van engelen aangebracht. Het retabel is bekleed met bladgoud en de beelden zijn polychroom en eveneens bedekt met bladgoud. Het retabel is waarschijnlijk afkomstig uit een atelier in de Champagne, en vertoont Vlaamse of Duitse invloed. De twee houten zijpanelen zijn beschilderd. Aan de binnenzijde is dit met het huwelijk van Maria en de geboorte van Christus. In gesloten stand is de buitenzijde van de zijpanelen te zien met de heiligen Wilhelmus en Johannes en een beeltenis van de opdrachtgever. Dit was mogelijk de priester Guillaume Henry. De schilderijen vertonen een Vlaamse invloed.

## Bescherming
Het chevet is beschermd als monument historique in 1972. De westgevel en de klokkentoren zijn ingeschreven op de inventaris van historische monumenten van regionaal belang.